# Furse (woreda)
Pour les articles homonymes, voir Furse.
Hadale'ela est l’un des 42 woredas de la région Afar, en Éthiopie.